# 克勞福德鎮區 (密蘇里州歐塞奇縣)
克勞福德鎮區（英語：Crawford Township）是位於美國密蘇里州歐塞奇縣的一個行政鎮區。

## 地方資料
克勞福德鎮區的面積為312.63平方千米，當中陸地面積為310.80平方千米，而水域面積為1.83平方千米。根據2020年美國人口普查的數據，當地共有人口4205人，而人口密度為每平方千米13.45人。